# Alció encaputxat
L'alció encaputxat (Halcyon pileata) és una espècie d'ocell de la família dels alcedínids (Alcedinidae) que habita zones amb alguns arbres, costes, badies i manglars d'Àsia meridional i Oriental, des de l'Índia cap a l'est fins a la Xina, Corea i Hainan, i cap al sud fins al nord de Myanmar, nord d'Indoxina, i les illes Andaman i Nicobar. En hivern les poblacions septentrionals es desplacen cap al sud, ocupant Indoxina i l'Arxipèlag Malai.